# サレサイクリン
サレサイクリン（英：Sarecycline）は、Seysaraという商品名で販売されているのテトラサイクリンに由来する狭域スペクトル抗生物質である 。
尋常性痤瘡治療に特化して設計されており、9歳以上の患者における非結節性の中等度から重度の尋常性痤瘡の炎症性病変の治療薬として2018年10月にFDAの承認を取得した。2つのランダム化比較臨床試験が、顔面およびtruncal（背中および胸部）の両ニキビに対する有効性データを報告している。有効性は9歳以上の被験者合計2002人を対象に評価された。他のテトラサイクリン系抗生物質とは異なり、サレサイクリンは長いC7部分を持ち、細菌の伝令RNA（mRNA）に伸張して直接相互作用する。抗菌スペクトルは、臨床的に関連するグラム陽性菌、主にCutibacterium acnesに限定されており、ヒトの消化管で一般に存在するグラム陰性菌の微生物叢に対する活性はほとんどない。

## 医療用
サレサイクリンは、非結節性の中等度から重度の尋常性痤瘡の炎症性病変の治療に適応がある。